# Volkswagen Tiguan
Volkswagen Tiguan, modellnummer 5N1 är en Volkswagenmodell lanserad 2007. Volkswagen Tiguan finns i två olika karosskombinationer, och tre olika modellbeteckningar, Trend & Fun, Track & Field och Sport & Style. Track & Field har en annan främre stötfångare med 28° backtagningsvinkel. Bilen levereras med bensinmotor- eller dieselmotor.

## Första generationen (2008-2015)

### Motoralternativ
| Modell  | Årsmodell | Motor                   | Cylindervolym | Effekt     | Vridmoment | Bränslesystem             |
| ------- | --------- | ----------------------- | ------------- | ---------- | ---------- | ------------------------- |
| 1.4 TSI | 2008-     | 4-cyl radmotor DOHC 16V | 1390 cm³      | 150 hk     | 240 Nm     | Bränsleinsprutning, turbo |
| 2.0 TSI | 2008-     | 4-cyl radmotor DOHC 16V | 1984 cm³      | 170/200 hk | 280 Nm     | Bränsleinsprutning, turbo |
| 2.0 TDI | 2008-     | 4-cyl radmotor DOHC 16V | 1968 cm³      | 140 hk     | 320 Nm     | Turbodiesel               |
| 2.0 TDI | 2008-     | 4-cyl radmotor DOHC 16V | 1968 cm³      | 170 hk     | 350 Nm     | Turbodiesel               |

## Andra generationen (2016 - )
En ny generation av Tiguan började säljas under 2016. Den nya modellen är något längre och bredare, och baseras på MQB-plattformen. Bilarna tillverkas i Tjeckien tillsammans med systermärkenas motsvarigheter Seat Ateca och Skoda Kodiaq.

### Motoralternativ
|                                                                | 1.4 TSI BlueMotion Technology                            | 1.4 TSI BlueMotion Technology                            | 1.4 TSI BlueMotion Technology                            | 2.0 TSI BlueMotion Technology 4Motion                    | 2.0 TSI BlueMotion Technology 4Motion                    | 2.0 TDI BlueMotion Technology                                   | 2.0 TDI BlueMotion Technology                                   | 2.0 TDI BlueMotion Technology 4Motion                           | 2.0 TDI BlueMotion Technology 4Motion                           | 2.0 TDI BlueMotion Technology 4Motion                           | 2.0 TDI BlueMotion Technology 4Motion |
| -------------------------------------------------------------- | -------------------------------------------------------- | -------------------------------------------------------- | -------------------------------------------------------- | -------------------------------------------------------- | -------------------------------------------------------- | --------------------------------------------------------------- | --------------------------------------------------------------- | --------------------------------------------------------------- | --------------------------------------------------------------- | --------------------------------------------------------------- | ------------------------------------- |
| Tillverkning:                                                  | från 06/2016                                             | från 06/2016                                             | från 06/2016                                             | från våren 01/2016                                       | från hösten 2016                                         | från 06/2016                                                    | från 01/2016                                                    | från 01/2016                                                    | från 01/2016                                                    | från 10/2016                                                    |                                       |
| Motortyp:                                                      | 4-cylindrig radmotor, bensindriven med direktinsprutning | 4-cylindrig radmotor, bensindriven med direktinsprutning | 4-cylindrig radmotor, bensindriven med direktinsprutning | 4-cylindrig radmotor, bensindriven med direktinsprutning | 4-cylindrig radmotor, bensindriven med direktinsprutning | 4-cylindrig radmotor, diese (common-rail) med direktinsprutning | 4-cylindrig radmotor, diese (common-rail) med direktinsprutning | 4-cylindrig radmotor, diese (common-rail) med direktinsprutning | 4-cylindrig radmotor, diese (common-rail) med direktinsprutning | 4-cylindrig radmotor, diese (common-rail) med direktinsprutning |                                       |
| Överladdning:                                                  | Turbo                                                    | Turbo                                                    | Turbo                                                    | Turbo                                                    | Turbo                                                    | Turbo                                                           | Turbo                                                           | Turbo                                                           | Turbo                                                           | Turbo                                                           |                                       |
| Cylindervolym:                                                 | 1395 cm³                                                 | 1395 cm³                                                 | 1395 cm³                                                 | 1984 cm³                                                 | 1984 cm³                                                 | 1968 cm³                                                        | 1968 cm³                                                        | 1968 cm³                                                        | 1968 cm³                                                        | 1968 cm³                                                        |                                       |
| Maximal effekt vid varvtal:                                    | 92 kW (125 PS)/5000–6000                                 | 110 kW (150 PS)/5000–6000                                | 110 kW (150 PS)/5000–6000                                | 132 kW (180 PS)/3940–6000                                | 162 kW (220 PS)/4500–6200                                | 85 kW (115 PS)/2750–4500                                        | 110 kW (150 PS)/3500–4000                                       | 110 kW (150 PS)/3500–4000                                       | 140 kW (190 PS)/3500–4000                                       | 176 kW (240 PS)/4000                                            |                                       |
| Vridmoment:                                                    | 200 Nm/1400–4000                                         | 250 Nm/1500–3500                                         | 250 Nm/1500–3500                                         | 320 Nm/1500–3940                                         | 350 Nm/1700–5600                                         | 320 Nm/1700–2500                                                | 340 Nm/1750–3000                                                | 340 Nm/1750–3000                                                | 400 Nm/1900–3300                                                | 500 Nm/1750–2500                                                |                                       |
| Drivning:                                                      | Framhjulsdrivning                                        | Framhjulsdrivning                                        | Fyrhjulsdrivning                                         | Fyrhjulsdrivning                                         | Fyrhjulsdrivning                                         | Framhjulsdrivning                                               | Framhjulsdrivning                                               | Fyrhjulsdrivning                                                | Fyrhjulsdrivning                                                | Fyrhjulsdrivning                                                |                                       |
| Växellåda:                                                     | 6-växlad manuell                                         | 6-växlad manuell                                         | 6-växlad manuell                                         | 7-stegad automat (DSG)                                   | 7-stegad automat (DSG)                                   | 6-växlad manuell                                                | 6-växlad manuell                                                | 7-stegad automat (DSG)                                          | 7-stegad automat (DSG)                                          | 7-stegad automat (DSG)                                          |                                       |
| Tjänstevikt:                                                   | 1490–1711 kg                                             | 1490–1724 kg                                             | 1570–1788 kg                                             | 1645–1862 kg                                             | 1669–1887 kg                                             | 1574–1784 kg                                                    | 1568–1808 kg                                                    | 1660–1917 kg                                                    | 1723 kg                                                         | 1795 kg                                                         |                                       |
| Maxlast:                                                       | 435–613 kg                                               | 435–621 kg                                               | 457–619 kg                                               | 473–625 kg                                               | 459–610 kg                                               | 442–615 kg                                                      | 437–631 kg                                                      | 476–641 kg                                                      | 472–612 kg                                                      |                                                                 |                                       |
| Acceleration0–100 km/h:                                        | 10,5 s                                                   | 9,2 s                                                    | 9,2 s                                                    | 7,7 s                                                    | 6,5 s                                                    | 10,9 s                                                          | 9,3 s                                                           | 9,3 s                                                           | 7,9 s                                                           | 6,5 s                                                           |                                       |
| Topphastighet:                                                 | 190 km/h                                                 | 200–202 km/h                                             | 200 km/h                                                 | 208 km/h                                                 | 220 km/h                                                 | 185 km/h                                                        | 202–204 km/h                                                    | 200 km/h                                                        | 212 km/h                                                        | 228 km/h                                                        |                                       |
| Bränsleförbrukningper 100 km (kombiniert,nach EWG-Richtlinie): | 7,5 l Super                                              | 7,0–7,4 l Super                                          | 8,3 l Super                                              | 7,4–7,3 l Super                                          | 7,8 l Super                                              | 4,8–4,7 l Diesel                                                | 4,8–4,7 l Diesel                                                | 5,7–5,6 l Diesel                                                | 5,7 l Diesel                                                    | 6,4 l Diesel                                                    |                                       |
| CO2-Emission,kombiniert:                                       | 139 g/km                                                 | 132–140 g/km                                             | 155 g/km                                                 | 170–168 g/km                                             | 180 g/km                                                 | 125–123 g/km                                                    | 125–123 g/km                                                    | 149–147 g/km                                                    | 149 g/km                                                        | 167 g/km                                                        |                                       |
| Abgasnorm nachEU-Klassifikation:                               | Euro 6                                                   | Euro 6                                                   | Euro 6                                                   | Euro 6                                                   | Euro 6                                                   | Euro 6                                                          | Euro 6                                                          | Euro 6                                                          | Euro 6                                                          | Euro 6                                                          |                                       |